# Temporada 1995 de las Grandes Ligas de Béisbol
La Temporada 1995 de las Grandes Ligas de Béisbol comenzó el 25 de abril y finalizó cuando Atlanta Braves derrotó 4 juegos a 2 a Cleveland Indians en la Serie Mundial. Fue la  primera temporada que se jugó bajo el formato de postemporada expandido, ya que la Serie de la Divisional tanto en la Liga Americana como en la Nacional. Sin embargo, debido a la huelga del béisbol de la MLB de 1994-95 que llevó en esta temporada, se disputaron solo de 144 juegos en vez de 162, que comenzó el 25 de abril, cuando Florida Marlins recibieron a Los Angeles Dodgers. Al día siguiente, Colorado Rockies habilitó el Coors Field con una victoria de 11-9 sobre New York Mets en 14 entradas.

## Temporada Regular
Liga Americana
| División Este     | División Este | División Este | División Este | División Este | División Este | División Este |
| Equipo            | V             | D             | CTE           | JD            | LOCAL         | VISITA        |
| ----------------- | ------------- | ------------- | ------------- | ------------- | ------------- | ------------- |
| Boston Red Sox    | 86            | 58            | 0.597         | —             | 42–30         | 44–28         |
| New York Yankees  | 79            | 65            | 0.549         | 7             | 46–26         | 33–39         |
| Baltimore Orioles | 71            | 73            | 0.493         | 15            | 36–36         | 35–37         |
| Detroit Tigers    | 60            | 84            | 0.417         | 26            | 35–37         | 25–47         |
| Toronto Blue Jays | 56            | 88            | 0.389         | 30            | 29–43         | 27–45         |

| División Central   | División Central | División Central | División Central | División Central | División Central | División Central |
| Equipo             | V                | D                | CTE              | JD               | LOCAL            | VISITA           |
| ------------------ | ---------------- | ---------------- | ---------------- | ---------------- | ---------------- | ---------------- |
| Cleveland Indians  | 100              | 44               | 0.694            | —                | 54–18            | 46–26            |
| Kansas City Royals | 70               | 74               | 0.486            | 30               | 35–37            | 35–37            |
| Chicago White Sox  | 68               | 76               | 0.472            | 32               | 38–34            | 30–42            |
| Milwaukee Brewers  | 65               | 79               | 0.451            | 35               | 33–39            | 32–40            |
| Minnesota Twins    | 56               | 88               | 0.389            | 44               | 29–43            | 27–45            |

| División Oeste    | División Oeste | División Oeste | División Oeste | División Oeste | División Oeste | División Oeste |
| Equipo            | V              | D              | CTE            | JD             | LOCAL          | VISITA         |
| ----------------- | -------------- | -------------- | -------------- | -------------- | -------------- | -------------- |
| Seattle Mariners  | 79             | 66             | 0.545          | —              | 46–27          | 33–39          |
| California Angels | 78             | 67             | 0.538          | 1              | 39–33          | 39–34          |
| Texas Rangers     | 74             | 70             | 0.514          | 4½             | 41–31          | 33–39          |
| Oakland Athletics | 67             | 77             | 0.465          | 11½            | 38–34          | 29–43          |

Liga Nacional  
| División Este         | División Este | División Este | División Este | División Este | División Este | División Este |
| Equipo                | V             | D             | CTE           | JD            | LOCAL         | VISITA        |
| --------------------- | ------------- | ------------- | ------------- | ------------- | ------------- | ------------- |
| Atlanta Braves        | 90            | 54            | 0.625         | —             | 44–28         | 46–26         |
| New York Mets         | 69            | 75            | 0.479         | 21            | 40–32         | 29–43         |
| Philadelphia Phillies | 69            | 75            | 0.479         | 21            | 35–37         | 34–38         |
| Florida Marlins       | 67            | 76            | 0.469         | 22½           | 37–34         | 30–42         |
| Montreal Expos        | 66            | 78            | 0.458         | 24            | 31–41         | 35–37         |

| División Central    | División Central | División Central | División Central | División Central | División Central | División Central |
| Equipo              | V                | D                | CTE              | JD               | LOCAL            | VISITA           |
| ------------------- | ---------------- | ---------------- | ---------------- | ---------------- | ---------------- | ---------------- |
| Cincinnati Reds     | 85               | 59               | 0.590            | —                | 44–28            | 41–31            |
| Houston Astros      | 76               | 68               | 0.528            | 9                | 36–36            | 40–32            |
| Chicago Cubs        | 73               | 71               | 0.507            | 12               | 34–38            | 39–33            |
| St. Louis Cardinals | 62               | 81               | 0.434            | 22½              | 39–33            | 23–48            |
| Pittsburgh Pirates  | 58               | 86               | 0.403            | 27               | 31–41            | 27–45            |

| División Oeste       | División Oeste | División Oeste | División Oeste | División Oeste | División Oeste | División Oeste |
| Equipo               | V              | D              | CTE            | JD             | LOCAL          | VISITA         |
| -------------------- | -------------- | -------------- | -------------- | -------------- | -------------- | -------------- |
| Los Angeles Dodgers  | 78             | 66             | 0.542          | —              | 39–33          | 39–33          |
| Colorado Rockies     | 77             | 67             | 0.535          | 1              | 44–28          | 33–39          |
| San Diego Padres     | 70             | 74             | 0.486          | 8              | 40–32          | 30–42          |
| San Francisco Giants | 67             | 77             | 0.465          | 11             | 37–35          | 30–42          |

## Postemporada
|  | Serie Divisional | Serie Divisional    | Serie Divisional  |   |                   | Campeonato de la Liga | Campeonato de la Liga | Campeonato de la Liga |  |  | Serie Mundial | Serie Mundial     | Serie Mundial |
|  |                  |                     |                   |   |                   |                       |                       |                       |  |  |               |                   |               |
|  | Oeste            | Seattle Mariners    | 3                 |   |                   |                       |                       |                       |  |  |               |                   |               |
|  | WC               | New York Yankees    | 2                 |   |                   |                       |                       |                       |  |  |               |                   |               |
|  | WC               | New York Yankees    | 2                 |   | Oeste             | Seattle Mariners      | 2                     |                       |  |  |               |                   |               |
|  | Liga Americana   |                     |                   |   | Oeste             | Seattle Mariners      | 2                     |                       |  |  |               |                   |               |
|  |                  | Central             | Cleveland Indians | 4 |                   |                       |                       |                       |  |  |               |                   |               |
|  | Central          | Central             | Cleveland Indians | 4 | Cleveland Indians | 3                     |                       |                       |  |  |               |                   |               |
|  | Central          |                     |                   |   | Cleveland Indians | 3                     |                       |                       |  |  |               |                   |               |
|  | Central          | Boston Red Sox      | 0                 |   |                   |                       |                       |                       |  |  |               |                   |               |
|  |                  |                     |                   |   |                   |                       |                       |                       |  |  | AL            | Cleveland Indians | 2             |
|  |                  | NL                  | Atlanta Braves    | 4 |                   |                       |                       |                       |  |  |               |                   |               |
|  | Este             | Atlanta Braves      | 3                 |   |                   |                       |                       |                       |  |  |               |                   |               |
|  | WC               | Colorado Rockies    | 1                 |   |                   |                       |                       |                       |  |  |               |                   |               |
|  | WC               | Colorado Rockies    | 1                 |   | Este              | Atlanta Braves        | 4                     |                       |  |  |               |                   |               |
|  | Liga Nacional    |                     |                   |   | Este              | Atlanta Braves        | 4                     |                       |  |  |               |                   |               |
|  |                  | Central             | Cincinnati Reds   | 0 |                   |                       |                       |                       |  |  |               |                   |               |
|  | Central          | Central             | Cincinnati Reds   | 0 | Cincinnati Reds   | 3                     |                       |                       |  |  |               |                   |               |
|  | Central          |                     |                   |   | Cincinnati Reds   | 3                     |                       |                       |  |  |               |                   |               |
|  | Oeste            | Los Angeles Dodgers | 0                 |   |                   |                       |                       |                       |  |  |               |                   |               |

|                                      |
| Campeón Atlanta Braves Tercer Título |

## Líderes de la liga

### Liga Americana
Líderes de Bateo 
| Categoría           | Jugador                | Equipo  | Marca |
| ------------------- | ---------------------- | ------- | ----- |
| Porcentaje de bateo | Edgar Martínez         | SEA     | .356  |
| Cuadrangulares      | Albert Belle           | CLE     | 50    |
| Carreras Impulsadas | Mo Vaughn Albert Belle | BOS CLE | 126   |
| Carreras Anotadas   | Albert Belle           | CLE SEA | 121   |
| Hits                | Lance Johnson          | CHW     | 186   |
| Robo de Bases       | Kenny Lofton           | CLE     | 54    |

Líderes de Pitcheo 
| Categoría         | Jugador                           | Equipo      | Marca |
| ----------------- | --------------------------------- | ----------- | ----- |
| Victorias         | Mike Mussina                      | BAL         | 19    |
| Derrotas          | Kevin Gross Jason Bere Mike Moore | TEX CHW DET | 15    |
| ERA               | Randy Johnson                     | SEA         | 2.48  |
| Ponches           | Randy Johnson                     | SEA         | 294   |
| Entradas Lanzadas | David Cone                        | TOR NYY     | 229.1 |
| Juegos salvados   | José Mesa                         | CLE         | 46    |

### Liga Nacional
Líderes de Bateo 
| Categoría           | Jugador                   | Equipo  | Marca |
| ------------------- | ------------------------- | ------- | ----- |
| Porcentaje de bateo | Tony Gwynn                | SDP     | .368  |
| Cuadrangulares      | Dante Bichette            | COL     | 40    |
| Carreras Impulsadas | Dante Bichette            | COL     | 128   |
| Carreras Anotadas   | Craig Biggio              | HOU     | 123   |
| Hits                | Dante Bichette Tony Gwynn | COL SDP | 197   |
| Robo de Bases       | Quilvio Veras             | FLO     | 56    |

Líderes de Pitcheo 
| Categoría         | Jugador                  | Equipo  | Marca |
| ----------------- | ------------------------ | ------- | ----- |
| Victorias         | Greg Maddux              | ATL     | 19    |
| Derrotas          | Paul Wagner              | PIT     | 16    |
| ERA               | Greg Maddux              | ATL     | 1.63  |
| Ponches           | Hideo Nomo               | LAD     | 236   |
| Entradas Lanzadas | Denny Neagle Greg Maddux | PIT ATL | 209.2 |
| Juegos salvados   | Randy Myers              | CHC     | 38    |